# Abdulamide II
Abdulamide II  ou Abdul Hamide II  (em turco otomano: عبد الحميد ثانی; romaniz.: Abdu'l-Hamid-i sani; em turco: İkinci Abdülhamit; Constantinopla, 21 de setembro de 1842 – Constantinopla, 10 de fevereiro de 1918), também conhecido como Abdulamide II Gazi Cã, foi o 34.º sultão otomano. Ele administrou o período de declínio no poder e na extensão do Império Otomano, governando de 31 de agosto de 1876 até ser deposto em 27 de abril de 1909. Abdulamide II foi o último sultão otomano a governar com poder absoluto, sendo sucedido por Maomé V Raxade. Sua deposição, após a Revolução dos Jovens Turcos, foi saudada pela maioria dos cidadãos otomanos, que comemoraram o regresso à Segunda Era Constitucional.

## Política
Abdulamide II nasceu no Palácio de Topkapı, Istambul (Constantinopla), filho do sultão Abdul Mejide I e uma de suas muitas esposas, a Valide Sultan Tirimüjgan (Ierevan, 16 de agosto de 1819 – Feriye Sarayi Constantinopla, 3 de outubro de 1852), nascida na Armênia e cujo nome de nascença era Virjin. Mais tarde, ele se tornaria filho adotivo de outra das esposas de seu pai, Valide Sultan Rahime Perestû. Ele era um habilidoso carpinteiro e fabricou pessoalmente a maioria de seus próprios móveis, que podem ser vistos hoje no Palácio de Yıldız e no Palácio de Beilerbei, em Istambul. Abdulamide II também era um aficionado por óperas e fez as primeiras traduções de clássicos deste gênero para o idioma turco. Também compôs várias peças de ópera para o Humayun Mızıka-I, fundado por ele e que recebeu artistas famosos da Europa na Casa de Ópera do Palácio de Yıldız, que foi recentemente restaurada e apresentada no filme Harem Suare (1999) do diretor turco-italiano Ferzan Özpetek (que começa com a cena de Abdulhamid II assistindo uma apresentação). Ao contrário de muitos outros sultões otomanos, Abdulamide II viajou para países distantes. Nove anos antes de assumir o trono, ele acompanhou seu tio, o sultão Abdulazize em sua visita à Áustria-Hungria, França e Grã-Bretanha e Irlanda, em 1867.

### Ascensão ao trono (1876)

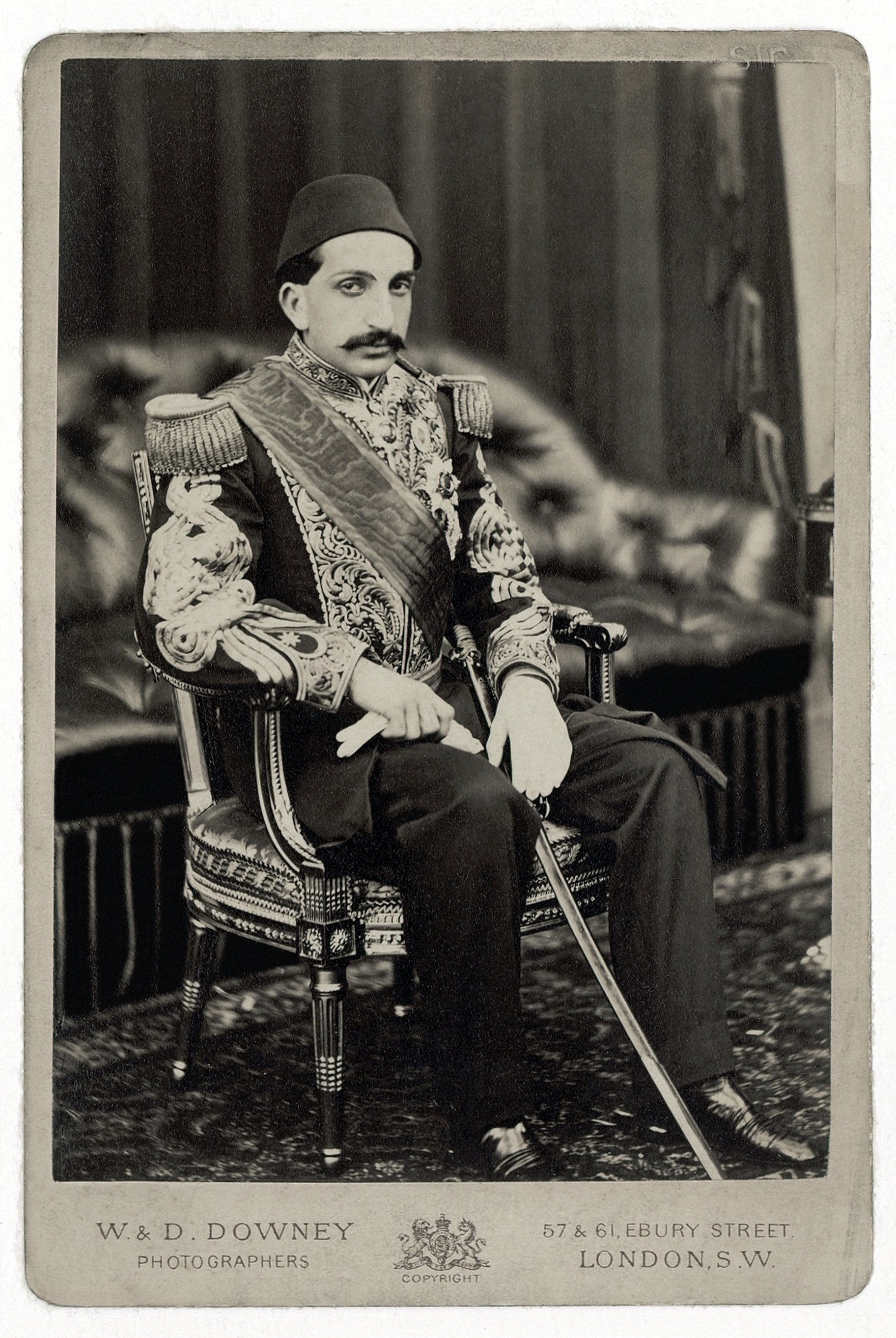
Abdulamide II na juventude

Abdulamide subiu ao trono após a deposição de seu irmão Murade V, em 31 de agosto de 1876. Ele próprio foi deposto em favor de seu irmão, Maomé V Raxade, em 1909. Na sua ascensão, alguns cronistas ficaram impressionados por ele cavalgar praticamente sozinho até à Mesquita de Eyüp Sultan, onde lhe foi entregue a Espada de Osman. A maioria das pessoas esperava que Abdulamide II tivesse ideias liberais e alguns conservadores o receberam com desconfiança, como um perigoso reformador. Ao assumir, encontrou rombos nas contas públicas e um tesouro delapidado.
Abdulamide II tornou-se o 1 058.º Cavaleiro da Ordem do Tosão de Ouro da Espanha, em 1880, e 202.º Grã-Cruz da Ordem Militar da Torre e Espada de Portugal, em 1882.

### Primeiro período constitucional (1876-1877)
Ele não planejava criar nenhuma expectativa em sua Fala do Trono mas, passou a trabalhar com os Jovens Otomanos para concretizar algum tipo de plano constitucional. Este novo plano, teoricamente, poderia ajudar a realizar uma transição liberal utilizando argumentos islâmicos, o que dissociaria o Tanzimat da imitação de modelos ocidentais — que não funcionavam com a cultura política secular dos otomanos, mesmo com a enorme pressão do mundo ocidental. Em 23 de dezembro de 1876, sob a sombra da Revolta Herzegovina, da guerra com Sérvia e Montenegro e o sentimento despertado em toda a Europa pela crueldade utilizada para debelar a Rebelião Búlgara Abdulamide declarou a Constituição e seu Parlamento.
A Conferência de Constantinopla, que se reuniu no final de 1876, foi surpreendida pela promulgação da Constituição, mas as potências europeias presentes à conferência, rejeitaram o documento como uma mudança significativa, preferindo a Hatt-ı Hümayun de 1856 e a Hatt-i Sharif de 1839, mas questionando a necessidade de um parlamento que atuasse como voz oficial do povo.
De qualquer forma, como tantas outras pretensas reformas do Império Otomano, estas também se mostraram quase impossíveis. A Rússia continuou a se mobilizar para a guerra. Entretanto, tudo mudou quando a frota britânica se aproximou da capital a partir do mar de Mármara, o sultão suspendeu (mas não aboliu) a constituição e exilou Ahmet Şefik Mithat Paşa, seu autor, logo depois. No início de 1877, o Império Otomano entrou em guerra com o Império Russo.

### Desintegração

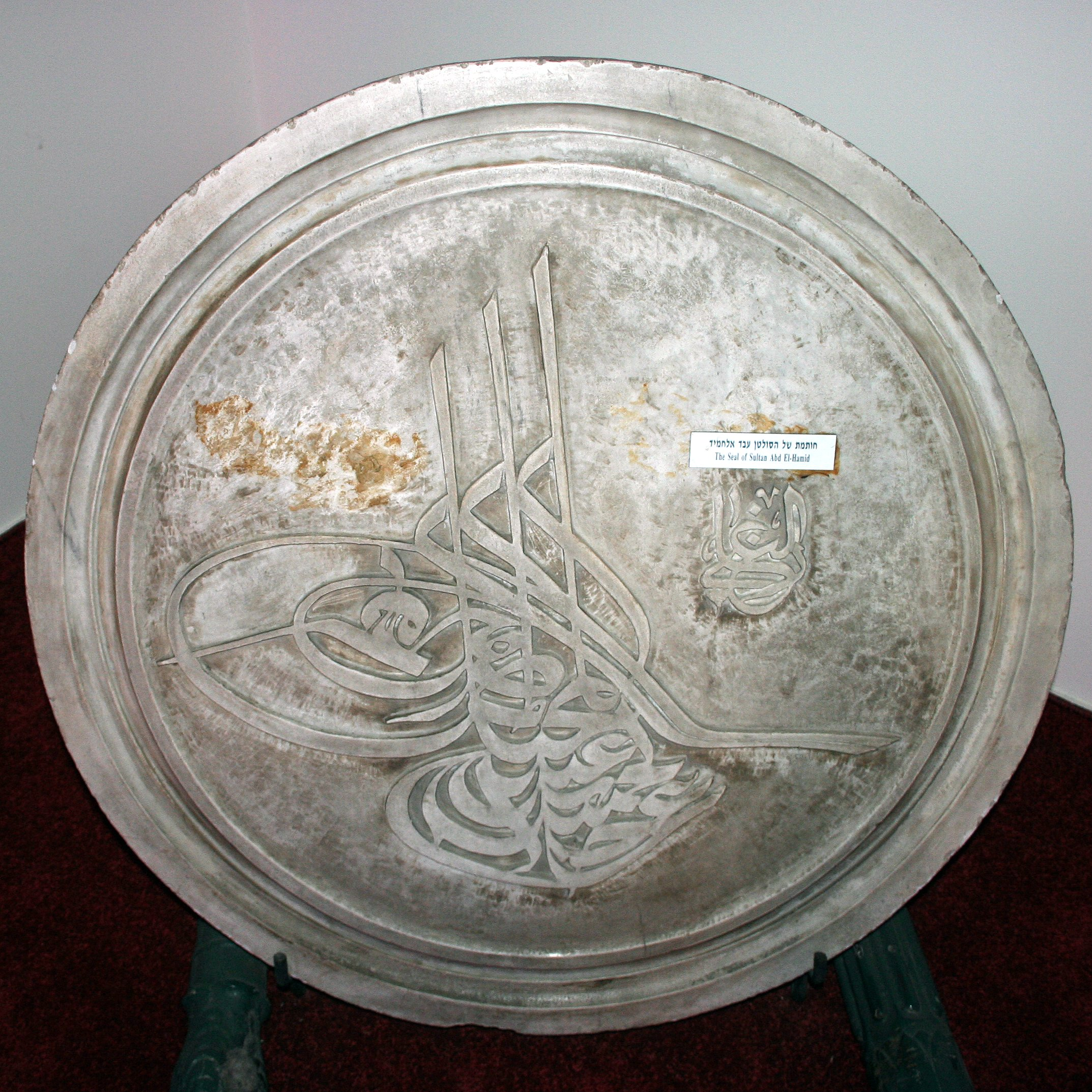
Selo de Abdulamide II

O maior medo de Abdulamide, a dissolução próxima, começou a se concretizar com a declaração de guerra russa, em 24 de abril de 1877 e a consequente derrota de fevereiro de 1878. O sultão não encontrou qualquer tipo de ajuda. O chanceler russo, príncipe Alexander Gorchakov, efetivamente, comprou a neutralidade austríaca com o Acordo de Reichstadt; e o Império Britânico, embora temesse a ameaça russa à dominação inglesa no sul da Ásia, não se envolveu no conflito. O Tratado de Santo Estêvão impôs duros termos ao Império Otomano: concessão de independência à Romênia, Sérvia e Montenegro; concessão de autonomia à Bulgária; instituição de reformas na Bósnia e Herzegovina e cessão de Dobruja e de partes da Armênia à Rússia, que deveria receber também uma vultosa indenização.
Como a Rússia poderia dominar os novos estados independentes, sua influência no sudeste da Europa foi grandemente aumentada pelo Tratado de Santo Stevão. Devido à insistência das grandes potências (especialmente o Reino Unido), o tratado foi revisto mais tarde no Congresso de Berlim, de forma a reduzir as grandes vantagens adquiridas pela Rússia. Em troca desses favores, Chipre foi arrendada para a Grã-Bretanha em 1878, enquanto as forças britânicas ocuparam o Egito e o Sudão, em 1882, com o pretexto de levar a ordem a essas províncias. Chipre, Egito e Sudão mantiveram-se formalmente como províncias otomanas até 1914, quando a Grã-Bretanha anexou oficialmente os territórios, em resposta à participação otomana na Primeira Guerra Mundial ao lado das Potências Centrais.
- Houve também problemas no Egito, onde um Quediva teve que ser deposto. Abdulamide menosprezou suas relações com Ahmed Urabi e, como resultado, a Grã-Bretanha assumiu o controle virtual do Egito, enviando suas tropas com o pretexto de levar a ordem.
- Houve problemas na fronteira grega e no Montenegro, onde as potências europeias estavam decididas a colocar em prática as resoluções do Congresso de Berlim.
- A união da Bulgária com a Rumélia Oriental, em 1885, foi outro golpe. A criação de uma Bulgária independente e poderosa era vista como uma séria ameaça ao Império Otomano. Por muitos anos, Abdulamide teve que lidar com a Bulgária de maneira a não antagonizar com os interesses russos ou alemães.

Foram concedidos privilégios estendidos a Creta, mas estes não satisfizeram a população, que desejava a unificação com a Grécia. No início de 1897, uma expedição grega partiu para Creta a fim de derrubar o domínio otomano na ilha. Este ato gerou a guerra entre os dois países e o Império Otomano acabou derrotado. Mas, alguns meses depois, Creta foi tomada em depósito pelo Reino Unido, França e Rússia. O príncipe Jorge da Grécia e Dinamarca foi indicado como Alto Comissário e Creta também foi perdida pelo Império Otomano.

### Assegurando o apoio alemão

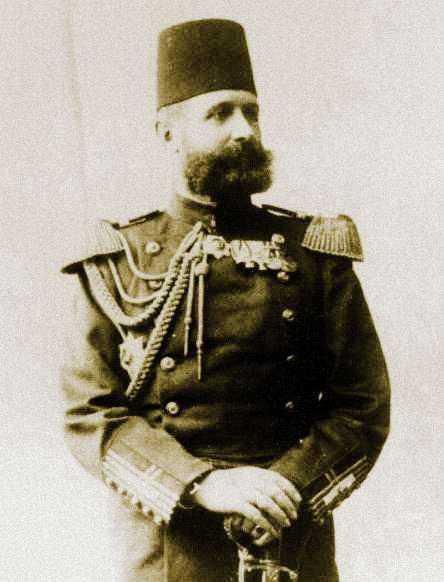
Bodo-Borries von Ditfurth (1852–1915)

A Tríplice Entente — Reino Unido, França e Império Russo — mantinha relações tensas com o Império Otomano. Abdulamide e seus conselheiros mais próximos acreditavam que o império deveria ser tratado de igual para igual por estas grandes potências. Na opinião do sultão, o Império Otomano era um império europeu, distinto por ter mais muçulmanos do que cristãos. Abdulamide via-se como moderno mas, no entanto, as suas ações foram muitas vezes interpretadas pelos europeus como exóticas ou não civilizadas.
Abdulamide não via o novo Império Alemão como um possível amigo do império. O cáiser Guilherme II havia sido hóspede do sultão por duas vezes em Constantinopla: primeiro em 21 de outubro de 188, e nove anos depois, em 5 de outubro de 1898 (Guilherme II visitaria Constantinopla uma terceira vez, em 15 de outubro de 1917, como convidado de Maomé V Raxade). Oficiais alemães (como Colmar von der Goltz, Barão von der Goltz e von Ditfurth) foram designados para supervisionar a reorganização do exército otomano.
Autoridades do governo alemão foram trazidas para reorganizar as finanças do governo otomano. Abdulamide tentou tomar para si as rédeas do poder, pois ele desconfiava de seus ministros. A amizade da Alemanha não era desinteressada e teve que ser promovida através de concessões ferroviárias e empréstimos. Em 1899, um antigo anseio alemão, a Ferrovia Berlim-Bagdá, foi concretizado.
Guilherme II também pediu a ajuda do sultão quando teve problemas com os muçulmanos. Durante a Revolta dos Boxers, os muçulmanos chineses do Kansu Braves lutaram repetidamente contra o exército alemão, que compunha a Aliança das Oito Nações durante a Primeira Expedição, em 1900. Apenas na Segunda Expedição a aliança conseguiu se sobrepor à tropas inimigas, durante a Batalha de Pequim. Guilherme II ficou tão alarmado com o poderio das tropas chinesas, que pediu a Abdulamide auxílio para frear as tropas muçulmanas. O sultão, acatando as exigências do cáiser, enviou Enver Paxá à China em 1901, mas a rebelião já havia acabado nessa época.

### Segundo período constitucional (1908)
A humilhação nacional pela situação na Macedônia, aliada ao ressentimento do exército contra os espiões e informantes palacianos, acabou gerando uma crise.
No verão de 1908, explodiu a Revolução dos Jovens Turcos e Abdulamide, ao tomar conhecimento de que as tropas de Salónica estavam marchando para Constantinopla (em 23 de julho), capitulou. No dia 24, um Irade anunciou a restauração da Constituição de 1876, além de abolir a espionagem e a censura e ordenar a libertação dos presos políticos.
Em 17 de dezembro, Abdulamide reabriu o Parlamento e, na Fala do Trono, declarou que o primeiro parlamento havia sido temporariamente dissolvido até que a educação do povo alcançasse um nível suficientemente elevado em todo o império.

### Contragolpe (1909)
A nova postura do sultão não o livrou da suspeita de intrigas com os poderosos elementos reacionários do governo, uma suspeita confirmada por sua atitude em relação à contrarrevolução de 13 de abril de 1909 — conhecida como Incidente de 31 de março (31 Mart Vakası), quando uma insurreição de soldados, apoiados por uma sublevação conservadora na capital, derrubou o governo. O gabinete, restaurado pelos soldados de Salonica, decidiu pela deposição de Abdulamide e, em 27 de abril, seu irmão Reshad Efendi foi proclamado sultão, como Maomé V.
O contragolpe do sultão, que havia apelado aos fundamentalistas islâmicos utilizando como argumento as reformas liberais dos Jovens Turcos, resultou no massacre de dezenas de milhares de cristãos armênios no chamado Massacre de Adana.

## Ideologia e progresso

### Reformas
Abdulamide II teve muitos contratempos em seu reinado. Embaraços financeiros o obrigaram a autorizar um controle externo sobre a dívida nacional. Por um decreto publicado em dezembro de 1881, grande parte das receitas do Império foram entregues à Administração da Dívida Pública Otomana, uma organização controlada por europeus que recolhia os pagamentos devidos a credores estrangeiros.
Ao longo dos anos, Abdulamide conseguiu rebaixar seus ministros ao cargo de secretários e concentrou grande parte da administração do Império em suas próprias mãos no Palácio de Yıldız. Mas a dissensão interna não foi reduzida. Creta encontrava-se em tumulto constante e os gregos que viviam dentro das fronteiras do Império Otomano estavam insatisfeitos, assim como os armênios.
Sua desconfiança para com os almirantes reformistas da Marinha Otomana (a quem suspeitava de conspirar contra ele, tentando trazer de volta a constituição 1876) e sua subsequente decisão de bloquear a frota naval (classificada como a terceira maior frota do mundo durante o reinado de seu antecessor Abdulazize) dentro dos limites do Chifre de Ouro, causou a perda de territórios ultramarinos otomanos e ilhas no Norte de África, mar Mediterrâneo e mar Egeu, durante e após seu reinado.

### A Questão do Islã
Abdulamide reconheceu que as ideias do Tanzimat não poderiam levar os vários povos do Império a uma identidade comum, como o pan-eslavismo e o pan-helenismo, muito mais fortes que o otomanismo. Sultões otomanos, desde 1517, também se autoproclamavam califas e, para justificar a conquista e o domínio sobre terras muçulmanas, resolveu dar destaque à posição de autoridade sobre os adeptos do Islã, dando ênfase ao "Califado Otomano".
O sultão sempre resistiu às pressões das potências europeias até o último momento — de forma a parecer que só seria subjugado pela força —, para criar a imagem de "Campeão do Islã" contra a "Cristandade Agressiva". A propaganda pan-islâmica foi incentivada; os privilégios dos estrangeiros no Império Otomano, que muitas vezes eram vistos como um obstáculo para o governo, foram cortados. Juntamente com a importância estratégica da Ferrovia Berlim-Bagdá, a Ferrovia do Hejaz (que ligava as cidades de Damasco e Medina) também foi concluída, tornando o haje um pouco mais fácil, embora o percurso de 260 km em lombos de camelos continuassem a existir. Emissários foram enviados para países distantes para pregar o Islã e a supremacia do califa. Durante seu governo, Abdulamide recusou as ofertas de Theodor Herzl de pagar uma parte substancial da dívida otomana em troca de um alvará permitindo o acesso de sionistas à Palestina.
Seus apelos aos muçulmanos foram impotentes perante o descontentamento generalizado causado pelo desgoverno perene. Na Mesopotâmia e no Iêmen os distúrbios eram endêmicos e, na capital, a aparência de fidelidade ao sultão, no exército e entre a população muçulmana, era mantida por um sistema de delação e espionagem e por prisões por atacado. Após sua ascensão, Abdulamide ficou obcecado pela paranoia de ser assassinado, retirando-se frequentemente para a reclusão fortificada do Palácio Yildiz.

### A Questão Armênia
Por volta de 1890 os armênios começaram a exigir a implementação das reformas prometidas a eles na Conferência de Berlim. As agitações ocorreram em 1892 e 1893, em Merzifon e Tocate. Grupos armênios organizaram protestos e foram recebidos com violência. Abdulamide não hesitou em dissipar estas revoltas com métodos violentos, possivelmente para mostrar a força inabalável do monarca, usando frequentemente os muçulmanos locais (curdos, na maioria dos casos) contra os armênios. De acordo com o historiador turco Taner Akçam, o kaiser Guilherme II da Alemanha declarou que oitenta mil armênios haviam sido mortos e relatórios franceses informaram duzentas mil mortes. Em 1907, a Federação Revolucionária Armênia cometeu um atentado contra o sultão, detonando um carro-bomba durante uma aparição pública. Abdulamide escapou ileso da tentativa de assassinato, mas a explosão matou 26 pessoas e feriu outras 58 (das quais quatro morreram no hospital). Após o incidente, o sultão perdoou os insurgentes.

## Deposição e consequências

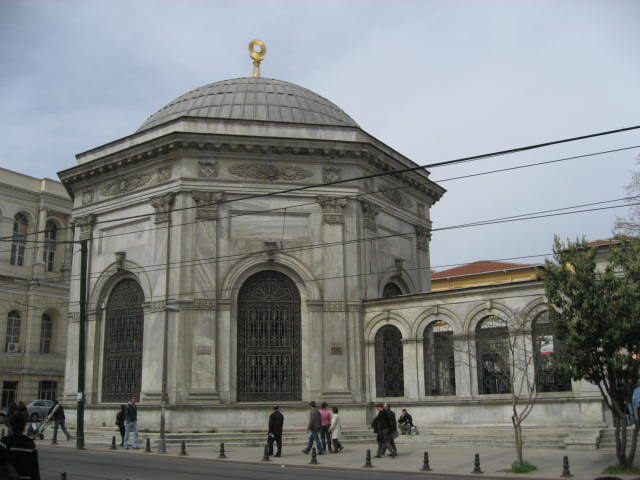
O mausoléu (türbe) dos sultões Mamude II, Abdulazize e Abdulamide II, em Istambul

O ex-sultão foi conduzido a um cativeiro adequado à sua posição em Tessalônica. Ele passou seus últimos dias sob custódia no Palácio de Beilerbei, no estreito de Bósforo, estudando, exercendo a carpintaria e escrevendo suas memórias. Abdulamide II morreu em 10 de fevereiro de 1918 — poucos meses antes de seu irmão, o sultão Maomé V Raxade —, sendo sepultado em Constantinopla. Foi o último sultão absolutista do Império Otomano, que ele governou por 33 anos até seu declínio. O Império Otomano foi, durante muito tempo, conhecido como o Homem doente da Europa.

### Imagens do Império
Durante seu reinado, Abdulamide encomendou milhares de fotos de seu império. Devido a seu medo paranoico de ser assassinado, ele não viajava com frequência (embora o tenha feito muito mais que seus antecessores) e as fotografias forneciam evidências visuais do que se passava em seus domínios. O sultão presenteou diversos governos e Chefes de Estado com álbuns fotográficos, incluindo os Estados Unidos e a Grã-Bretanha. A coleção americana foi digitalizada e encontra-se atualmente na Biblioteca do Congresso.

## Casamentos, filhos e vida pessoal

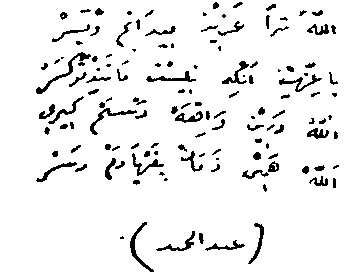
Uma amostra da poesia manuscrita do sultão, retirado do livro "My Father Abdul Hameed", escrito por sua filha Ayşe Sultan

Nas palavras de F. A. K. Yasamee:

A Tughra (assinatura) de Abdulamide – à direita, o cognome "Algazi" ("O Conquistador")

"Ele era um amálgama impressionante de determinação e timidez, de discernimento e fantasia, sustentado por uma imensa precaução e instinto para os fundamentos do poder. Ele era frequentemente subestimado. Julgado por seus atos, foi formidável na política interna e um diplomata eficaz."
Ele também foi um bom lutador de Yağlı güreş e considerado padroeiro dos lutadores. Ele organizou torneios de luta livre em todo o Império e lutadores selecionados eram convidados a conhecê-lo. Abdulamide testava pessoalmente os desportistas e os bons permaneciam no palácio.

### Poesia
Tal como muitos outros sultões, Abdulamide também era poeta. Eis o trecho de um de seus poemas:
"Meu Senhor, eu sei que tu és Adorado (Al-Aziz)
(…) E ninguém mais que tu és Adorado
Tu és o Único e nada mais
Meu Deus, segure minha mão nestes tempos difíceis
Meu Deus, seja meu auxiliador nesta hora crítica"
Ele gostava muito de romances de Sherlock Holmes.

### Primeiro casamento
Casou-se inicialmente em Constantinopla, em 15 de novembro de 1868, com a georgiana Bedrifelek Kadin Efendi (Poti, 4 de janeiro de 1851 – Constantinopla, Palácio Yıldız, 6 de fevereiro de 1930), e teve três filhos:
- Şehzade Mehmed Selim Osmanoğlu Efendi (1870-1937), casado com Deryal Hanım Efendi e com Pervin Dürrüyekta Hanım Efendi, com descendência;
- Zekiye Sultan (1872-1950), casada com Ali Nureddin Paşa Beyefendi, com descendência;
- Şehzade Ahmed Nuri Efendi (1878-1944), casado com Fahriye Hanım Efendi, sem descendência.

### Segundo casamento
Casou-se em 2 de setembro de 1875, com a caucasiana Biydâr Kadin Efendi (Cáucaso, 5 de maio de 1858 – Kadıköy, 1 de janeiro de 1918), e teve dois filhos:
- Naime Sultan (1875-1945), casada com Mehmed Kemaleddin Paşa Beyefendi, com descendência;
- Şehzade Mehmed Abdul Kadir Efendi (1878-1944), casado com Mihriban Hanım Efendi (sem descendência), com Hadice Macide Hanım Efendi, com Mesiyet Fatma Hanım Efendi e com Mer Hanım Efendi, com descendência.

### Terceiro casamento
Casou-se em 10 de abril de 1883, com a georgiana Dilpesend Kadın Efendi (Tbilisi, 16 de janeiro de 1865 – Istambul, 5 de outubro de 1903), e teve uma filha:
- Naile Sultan (1884-1957), não se casou.

### Quarto casamento
Casou-se em 2 de janeiro de 1885, com a azerbaidjana Mezide Mestan Haseki Kadın Efendi (Ganja, 3 de março de 1869 – Istambul, 21 de janeiro de 1909), e teve um filho:
- Şehzade Mehmed Burhaneddin Efendi (1885-1949), casado com Aliye Melek Nazlıyar Hanım Efendi (com descendência), com Georgina Leonora Barnard Mosselmans e com Elsie Deming Jackson.

### Quinto casamento
Casou-se em 24 de janeiro de 1893, com a caucasiana Peyvesti Osman Haseki Kadın Efendi (Cáucaso, 10 de maio de 1873 – Paris, 1944), e teve um filho:
- Şehzade Abdurrahim Hayri Efendi (1894-1952), casado com sua prima, Nabila Emine Halim Hanım Efendi, com descendência.

### Sexto casamento
Casou-se em 10 de maio de 1900, com a georgiana Behice Maan Haseki Kadın Efendi (Batumi, 10 de outubro de 1882 – 22 de outubro de 1969), e teve dois filhos:
- Şehzade Ahmed Nureddin Efendi (1901-1944), casado com Fasriye Andelib Hanım Efendi, sem descendência;
- Şehzade Mehmed Badreddin Efendi (1901-1903).

### Sétimo casamento
Casou-se em 4 de novembro de 1904, com Saliha Naciye Haseki Kadın Efendi (? 1887 – Erenköy, 4 de dezembro de 1923), e teve dois filhos:
- Şehzade Mehmed Abid Efendi (1905-1973), casado com Senijé Zogu, irmã do rei Zog I da Albânia, sem descendência.
- Samiye Sultan (1908-1909).

### Outros casamentos
Com Nazikedâ Kadın Efendi, teve uma filha:
- Ulviye Sultan (1868-1875)

Com outra esposa (nome desconhecido), teve uma filha:
- Seniha Sultan (1885–1885)

Com a georgiana Emsalinur Kadın Efendi, teve uma filha:
- Sadiye Sultan (1886-1977), não se casou.

Com a caucasiana Müsfikâ Kadın Efendi , teve uma filha:
- Ayşe Sultan (1887-1960), casada com Mushir Mehmed Ali Rauf Nami Paşazade Beyefendi, com descendência.

Com Haseki Kadın Efendi (1873-?), teve uma filha:
- Refia Sultan (1891-1938), não se casou.

Com outra esposa (nome desconhecido), teve uma filha:
- Hadice Sultan (1897-1898)

Com outra esposa (nome desconhecido), teve uma filha:
- Aliye Sultan (1900-1900)

Com a circassiana Gwaschemasch'e Kadın Efendi (1877-?), teve uma filha:
- Cemile Sultan (1900-1901)

Casou-se com Safinaz Kadın Efendi, irmã de Yıldız Kadın Efendi, uma das esposas do sultão Abdulazize I, sem descendência.